# Distritos de Bilbao
La villa de Bilbao (España) se divide en ocho distritos, que a su vez se subdividen en barrios:
| N.º | Distrito              | Barrios | Ubicación |
| --- | --------------------- | --- | --------- |
| 1   | Deusto                | Arangoiti, Ibarrekolanda, San Ignacio y San Pedro de Deusto-La Ribera                                                      |           |
| 2   | Uríbarri              | Castaños, Matico-Ciudad Jardín, Uríbarri y Zurbaran-Arabella                                                               |           |
| 3   | Ocharcoaga-Churdínaga | Ocharcoaga y Churdínaga |           |
| 4   | Begoña                | Begoña, Bolueta y Santuchu                                                                                                 |           |
| 5   | Ibaiondo              | Achuri, Bilbao La Vieja, Casco Viejo, Iturrialde, La Peña, Miribilla, San Adrián, San Francisco, Buia, Solocoeche y Zabala |           |
| 6   | Abando                | Abando, Indauchu y Abandoibarra                                                                                            |           |
| 7   | Recalde               | Amézola, Iralabarri, Iturrigorri-Peñascal, Rekaldeberri-Larrasquitu y Uretamendi, Betolaza                                 |           |
| 8   | Basurto-Zorroza       | Altamira, Basurto, Olabeaga, Masustegui-Monte Caramelo y Zorroza                                                           |           |